# UCI-BMX-Racing-Weltcup 2004
Der UCI-BMX-Racing-Weltcup 2004 wurde durch die Union Cycliste Internationale unter dem Beinamen UCI BMX Supercross organisiert.

## Termine
Nachdem die UCI im Vorjahr eine „Supercross“ genannte Veranstaltung „anstelle“ eines Weltcups ausgerichtet hatte, sollte die Serie 2004 auf zwei Läufe ausgedehnt werden:
- Woodward West: 1. und 2. Mai
- Camp Woodward: 25. und 26. September

Der erste Lauf im kalifornischen Woodward West fand wie geplant statt. Ein zweiter wurde wie im Vorjahr in Camp Woodward in Pennsylvania angekündigt; von diesem gab es keine weiteren Nachrichten.

## Resultat
Beim einzigen bekannten Lauf in Woodward West waren die Finalergebnisse wie folgt:
| Platz | Name               | Zeit       |
| ----- | ------------------ | ---------- |
| 1     | Derek Betcher      | 37,726 s   |
| 2     | Mike Day           | 37,908 s   |
| 3     | Michal Prokop      | 38,308 s   |
| 4     | Randy Stumpfhauser | 39,541 s   |
| 5     | Robert de Wilde    | 40,071 s   |
| 6     | John Purse         | 44,116 s   |
| 7     | Jonathan Suarez    | 57,806 s   |
| 8     | Steve Veltman      | 1:32,4 min |